# دیانا کرنر
دیانا کرنر (آلمانی: Diana Körner؛ زادهٔ ۲۴ سپتامبر ۱۹۴۴) بازیگر اهل آلمان است.
از فیلم‌ها یا برنامه‌های تلویزیونی که وی در آنها نقش داشته‌است می‌توان به بری لیندون و راه‌ها در میان شب اشاره کرد.